# 손무빈
손무빈(1998년 5월 23일 ~ )은 대한민국의 전 축구 선수로, 포지션은 골키퍼였다.

## 선수 생활
손무빈은 동북고등학교 축구부에서 활약하였으며, 승부차기와 1대1 선방 능력에서 뛰어난 능력을 보여주었다.
또한 팬들이 가장 좋아하는 신인선수중 한명이다.
2016년 12월 27일 손무빈은 K리그 클래식 FC 서울에 신인 자유계약으로 입단하였다.
2019시즌을 앞두고 인천 유나이티드에 입단했다. 하지만 인천에서 주전 경쟁에 실패하며 한 경기도 출전하지 못했다.
2020시즌을 앞두고 K3리그의 강릉시청 축구단으로 이적했다.